# 豪起
豪起（ごうき）は岐阜県出身の日本の俳優、ミュージシャンである。放映新社出身。

## 人物
劇団ヨロタミ初期メンバー。映画バトル・ロワイアルで俳優デビュー。バトル・ロワイアルでは約6000人の中から選ばれている。俳優と活躍する一方でミュージシャンとしてもサルサガムテープで活動。現在は1人でのバンド・MOGMOSを結成し、シングル「この街をでるのだ」をリリースしている。

## 交友関係
俳優の坂本真と仲がよくブログにも度々登場している。

## 主な出演
テレビ
- ちゅらさん（2001年）
- 恋する!?キャバ嬢（2006年）
- 臨床犯罪学者 火村英生の推理 第10話（2016年）

映画
- バトル・ロワイアル（2000年）
- サンシャイン デイズ（2007年）
- いつかの君へ（2007年）

舞台
- 博士と太郎の異常な愛情（2007年）
- 空飛ぶジョンと萬次郎（2007年1月7日 - 14日、東京芸術劇場小ホール2）
- 体感季節（2007年11月17日 - 25日、東京芸術劇場小ホール2）